# 丛林 (1969年)
丛林（1969年6月—），女，汉族，吉林怀德人，中华人民共和国政治人物。在职研究生学历，法学博士学位。曾任中国银行保险监督管理委员会副主席，现任国家金融监督管理总局副局长。

## 生平
曾任国务院法制办公室财政金融法制司副司长，中国保险监督管理委员会法规部副主任、主任，中国银行保险监督管理委员会法规部主任。2019年8月，任中国银行保险监督管理委员会福建监管局党委书记、局长。2022年12月，升任中国银行保险监督管理委员会副主席。2023年5月，任国家金融监督管理总局副局长。